# Piscu Sadovei
Piscu Sadovei – wieś w Rumunii, w okręgu Dolj, w gminie Sadova. W 2011 roku liczyła 1271 mieszkańców.